# مارك مارينو
مارك مارينو (بالإنجليزية: Marc Marino)‏ (30 أبريل 1996 بأديلايد في أستراليا - ) هو لاعب كرة قدم أسترالي في مركز الهجوم. شارك مع منتخب أستراليا تحت 20 سنة لكرة القدم. أما مع النوادي، فقد لعب مع كاميبل تاون سيتي أفسي ونادي ملبورن سيتي وFFA Centre of Excellence ‏.

## روابط خارجية
- مارك مارينو على موقع قاعدة بيانات كرة القدم.إي يو (الإنجليزية)
- مارك مارينو على موقع Soccerway.com (الإنجليزية)